# Lets basketbalteam (mannen)
Het Lets nationaal basketbalteam is een team van basketballers dat Letland vertegenwoordigt in internationale wedstrijden. Latvijas Basketbola savienība (de Letse basketbalbond) is verantwoordelijk voor dit nationale team. 
Voordat Letland deel uitmaakte van de Sovjet-Unie, participeerde het basketbalteam aan één editie van de Olympische Zomerspelen en drie edities van Eurobasket. Het Lets nationaal basketbalteam behaalde de gouden medaille tijdens de eerste editie van het Europees kampioenschap (Eurobasket 1935) en de zilveren medaille tijdens Eurobasket 1939. Na het uiteenvallen van de Sovjet-Unie schreef Letland zich in 1992 in bij de FIBA. Het Lets team zou hierna nog zeven maal meedoen aan de Eurobasket, maar resultaten zoals die in de jaren dertig werden behaald, kon Letland niet meer evenaren.

## Selectie Letland tijdens Eurobasket 2007
| Nr. | Naam                | Lengte | Positie | Geboortejaar | Club                  |
| --- | ------------------- | ------ | ------- | ------------ | --------------------- |
| 4   | Uvis Helmanis       | 2,03   | Forward | 1972         | BK Ventspils          |
| 5   | Aigars Vītols       | 1,94   | Guard   | 1976         | BK Ventspils          |
| 6   | Armands Šķēle       | 1,92   | Guard   | 1983         | Barons LMT            |
| 7   | Jānis Blūms         | 1,88   | Guard   | 1982         | Basket Napoli         |
| 8   | Raimonds Vaikulis   | 1,91   | Guard   | 1980         | Barons LMT            |
| 9   | Gatis Jahovičs      | 2,00   | Forward | 1984         | ASK Riga              |
| 10  | Sandis Valters      | 1,90   | Guard   | 1978         | ASK Riga              |
| 11  | Pāvels Veselovs     | 2,07   | Forward | 1984         | BK Ventspils          |
| 12  | Kaspars Cipruss     | 2,11   | Center  | 1982         | BK Ventspils          |
| 13  | Raitis Grafs        | 2,10   | Center  | 1981         | ASK Riga              |
| 14  | Kristaps Janičenoks | 1,96   | Forward | 1983         | Fortitudo Bologna     |
| 15  | Andris Biedriņš     | 2,11   | Center  | 1986         | Golden State Warriors |

## Letland tijdens internationale toernooien

### Eurobasket
- Eurobasket 1935:
- Eurobasket 1937: 6e
- Eurobasket 1939:
- Eurobasket 1993: 10e
- Eurobasket 1997: 16e
- Eurobasket 2001: 8e
- Eurobasket 2003: 13e
- Eurobasket 2005: 14e
- Eurobasket 2007: 13e

### Olympische Spelen
- Olympische Spelen 1936: 18e